# Болотноцветник
Болотноцве́тник, также болотоцвет, болотоцветник, нимфейник, нимфоцветник (лат. Nymphoídes), — род водных растений семейства Вахтовые.

## Распространение и среда обитания
Растет в озёрах, старицах, прудах.

## Ботаническое описание
Корневище ползучее, до 1,5 м длиной. Стебли длинные, достигают поверхности воды, плавающие.
Листья длиной 3—5 см и шириной 2—5 см.
Цветки ярко-жёлтые или белые.

## Название
При выращивании в культуре растения часто называют лимнантемум (Limnanthemum).

## Виды
Род включает около 50 видов:
Евразия:

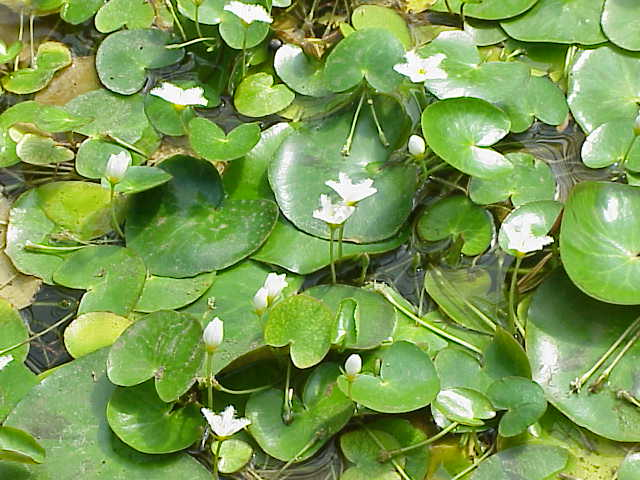
Nymphoides indica

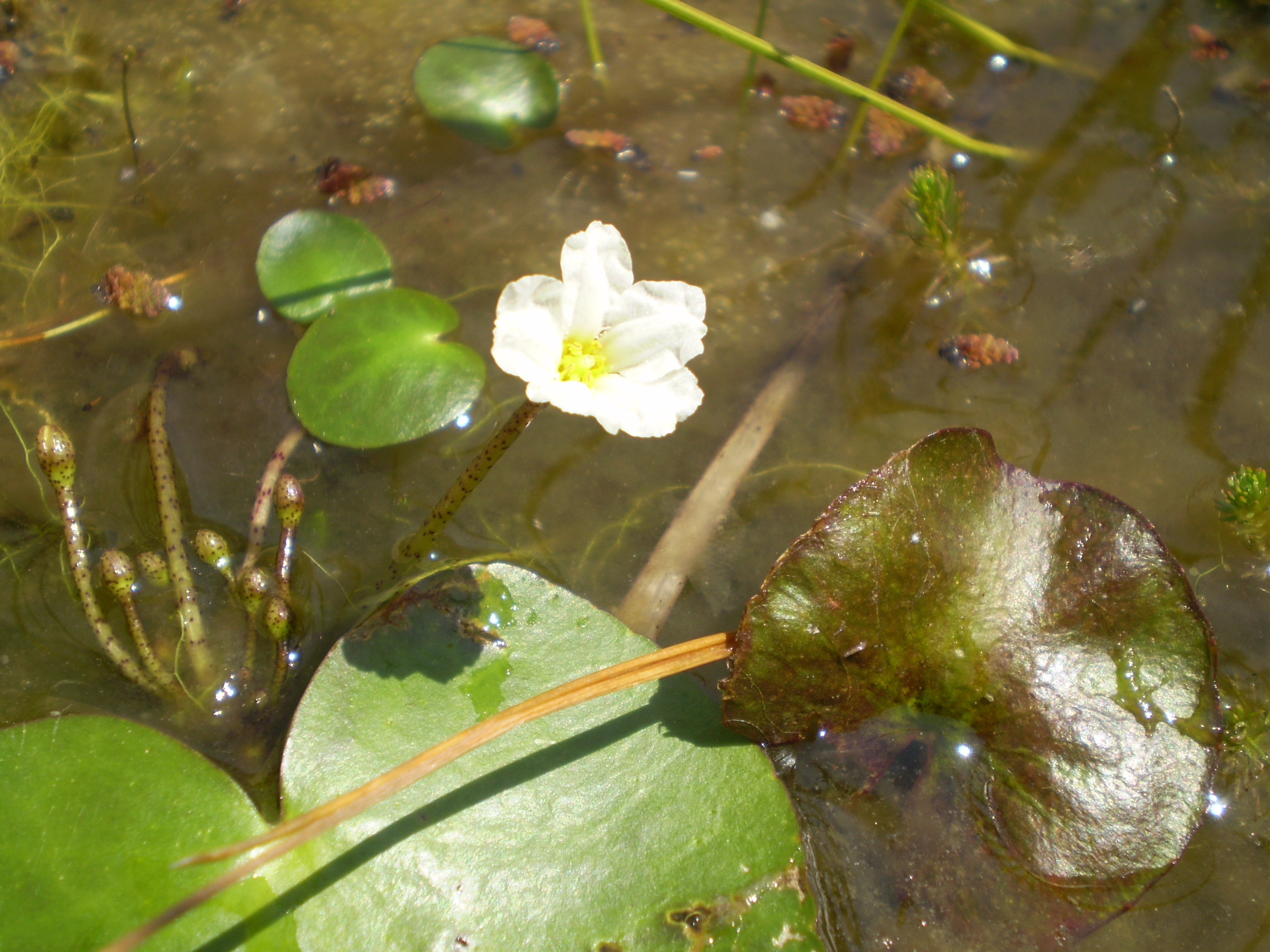
Nymphoides aquatica

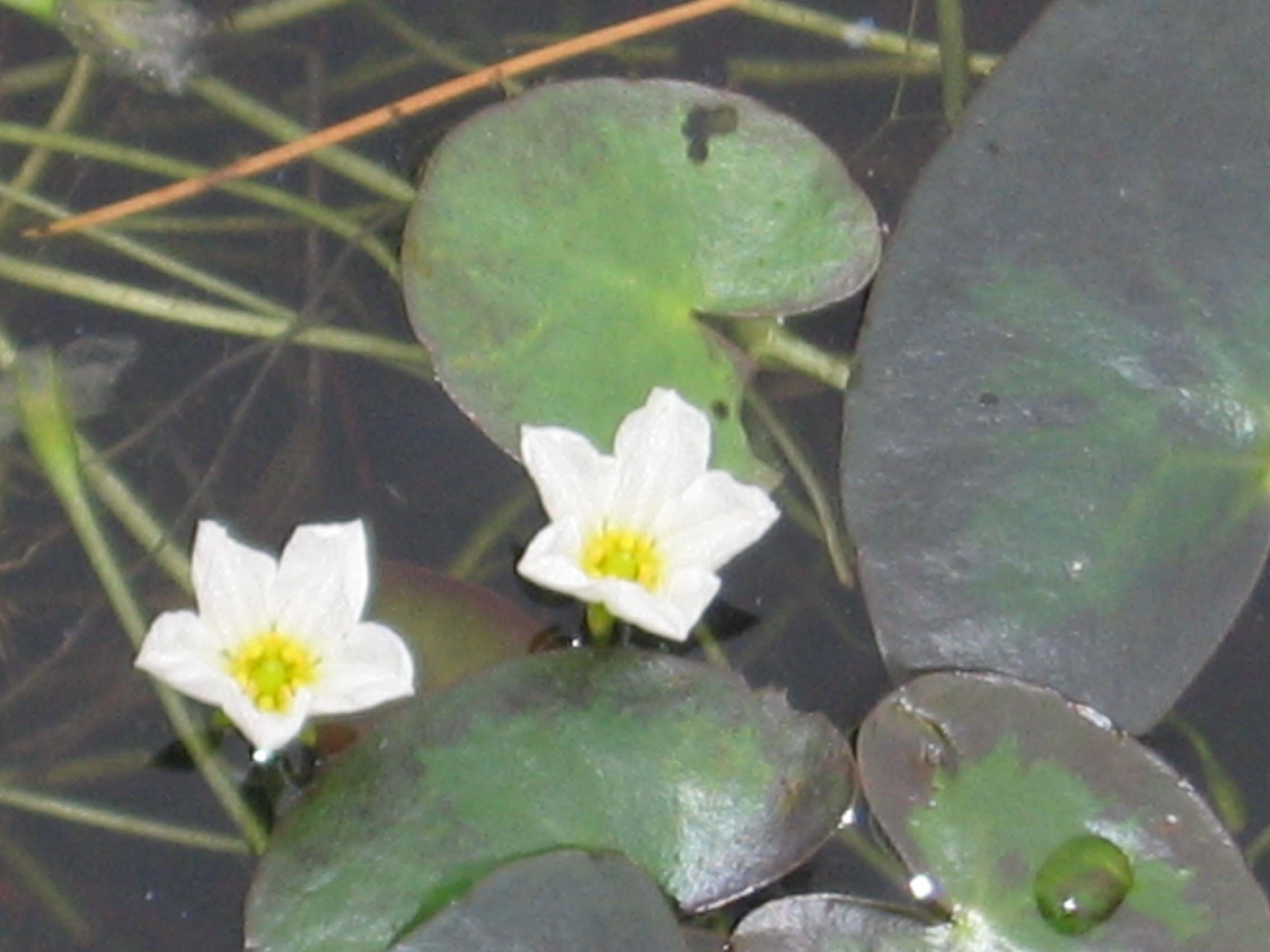
Nymphoides cordata

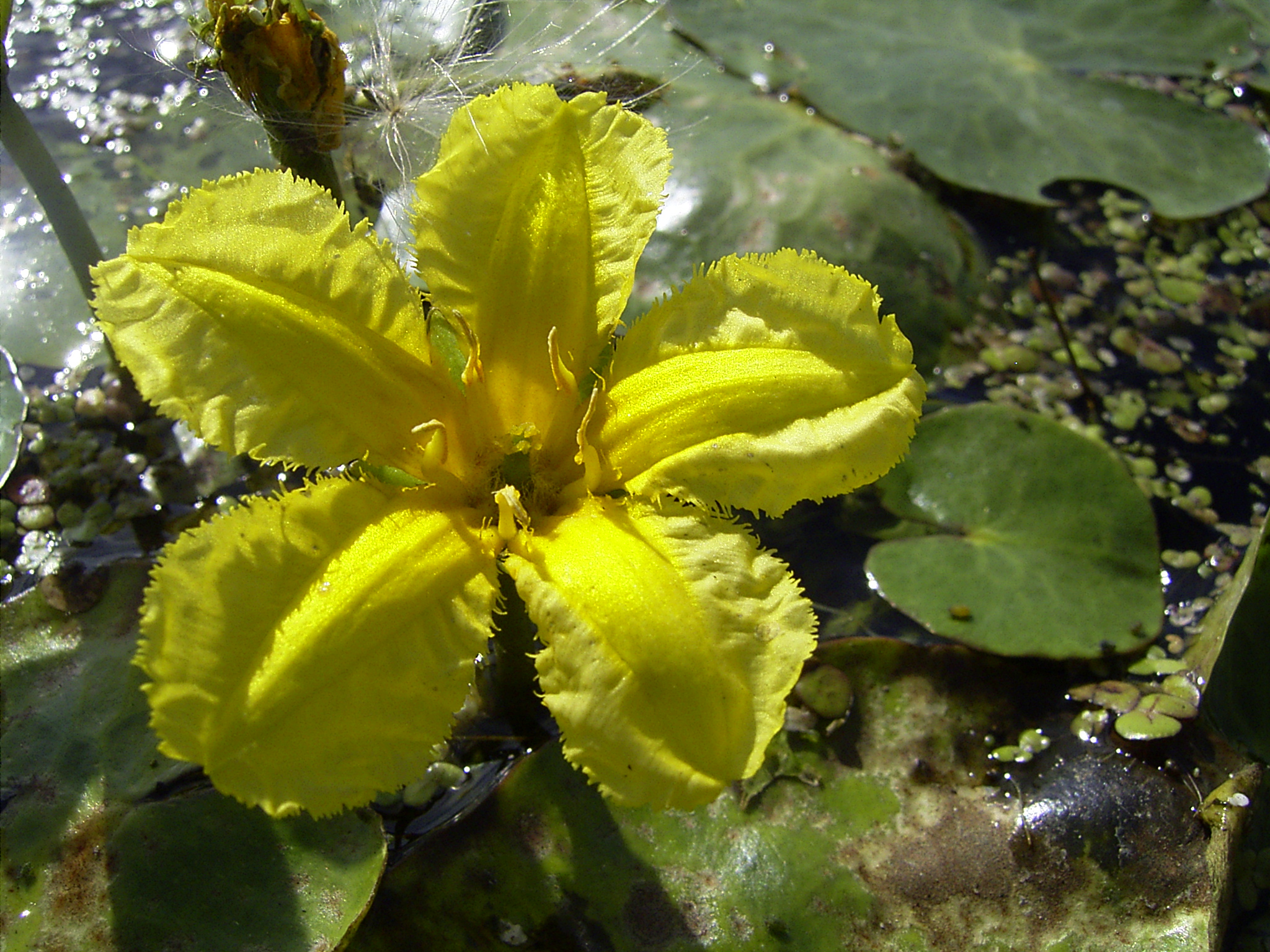
Nymphoides peltata

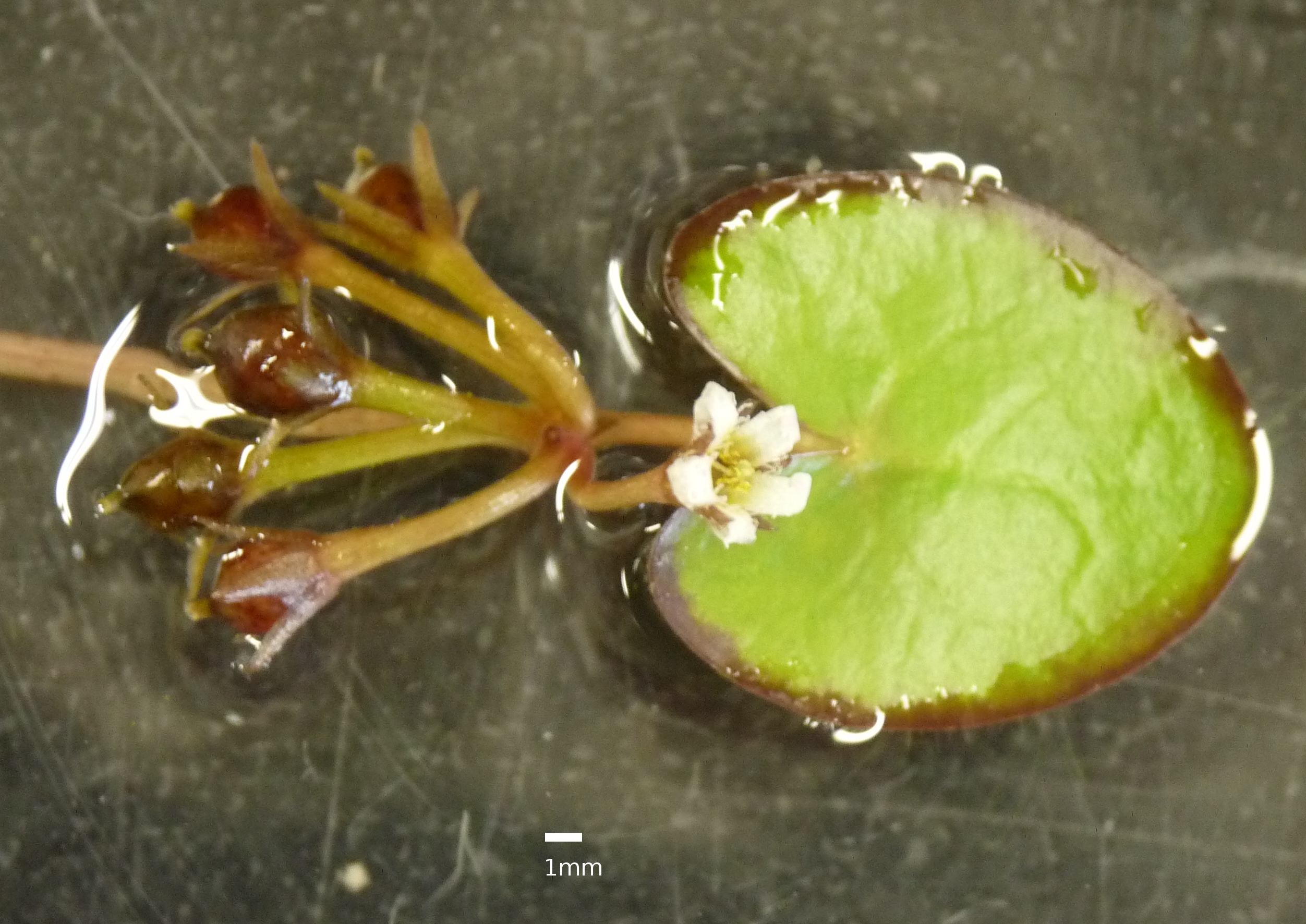
Nymphoides coreana

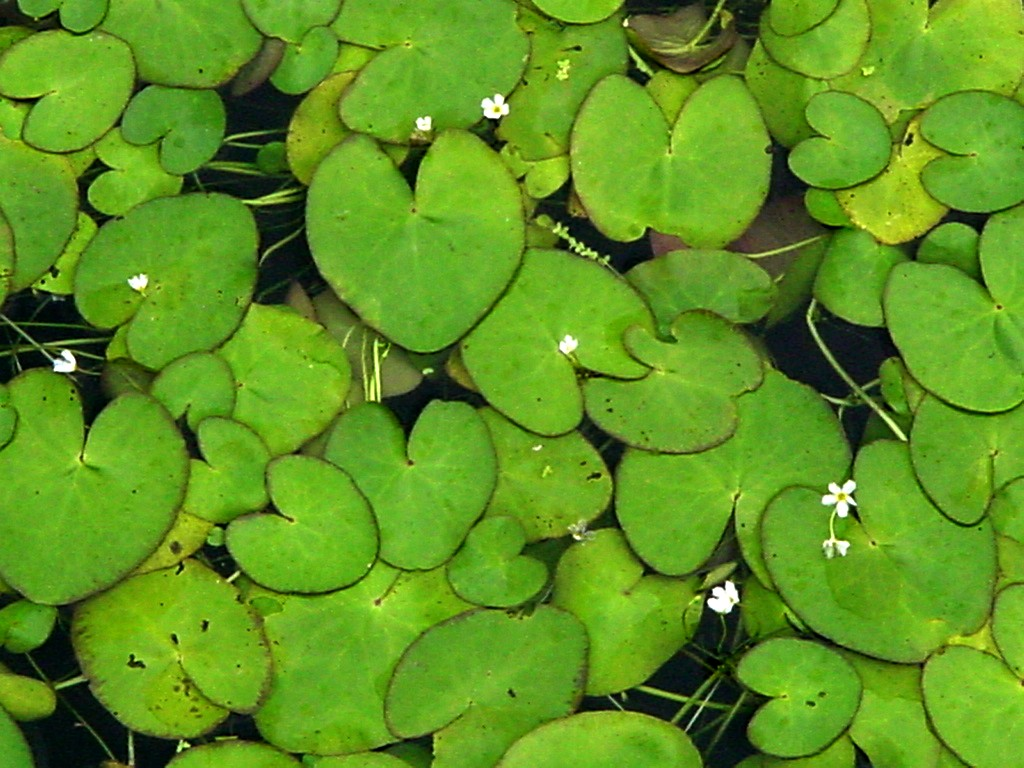
Nymphoides hydrophylla

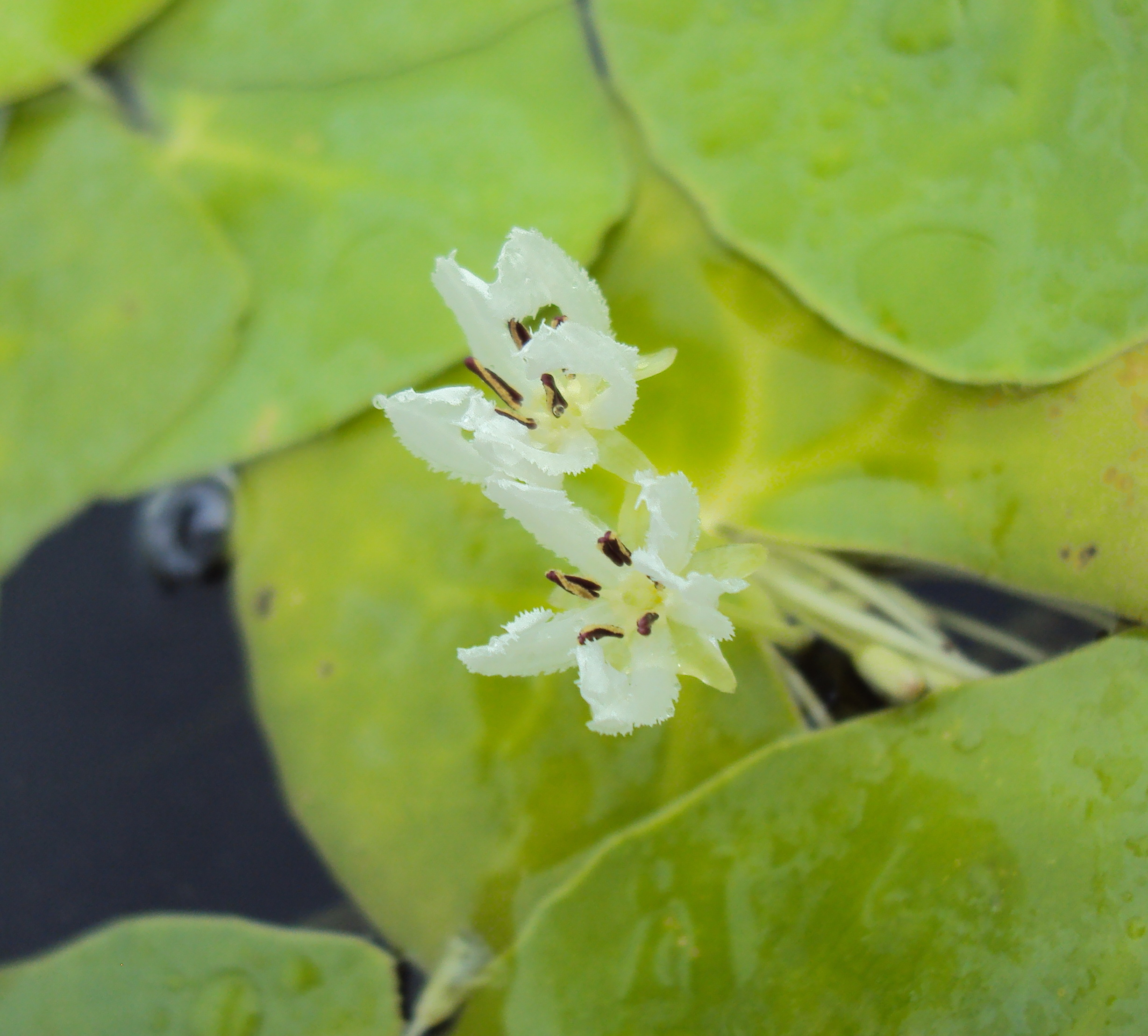
Nymphoides krishnakesara

- Nymphoides peltata (S.G.Gmel.) Kuntze — болотноцветник щитолистный

Тропики:
- Nymphoides indica (L.) Kuntze

Африка:
- Nymphoides bosseri A.Raynal
- Nymphoides brevipedicellata (Vatke) A.Raynal
- Nymphoides elegans A.Raynal
- Nymphoides ezannoi Berhaut
- Nymphoides forbesiana (Griseb.) Kuntze
- Nymphoides guineensis A.Raynal
- Nymphoides humilis A.Raynal
- Nymphoides milnei A.Raynal
- Nymphoides moratiana A.Raynal
- Nymphoides rautaneni (N.E.Br.) A.Raynal
- Nymphoides tenuissima A.Raynal
- Nymphoides thunbergiana (Griseb.) Kuntze

Северная Америка:
- Nymphoides aquatica (J.F.Gmel.) Kuntze
- Nymphoides cordata (Elliott) Fernald

Центральная и Южная Америка:
- Nymphoides fallax Ornduff
- Nymphoides flaccida L.B.Sm.
- Nymphoides grayana (Griseb.) Kuntze
- Nymphoides herzogii A.Galán & G.Navarro
- Nymphoides humboldtiana (Kunth) Kuntze
- Nymphoides microphylla (A.St.-Hil.) Kuntze
- Nymphoides verrucosa (R.E.Fr.) A.Galán & G.Navarro

Азия:
- Nymphoides coreana (H.Lév.) H.Hara — Болотоцветник корейский
- Nymphoides hastata (Dop) Kerr
- Nymphoides hydrophylla (Lour.) Kuntze
- Nymphoides krishnakesara K.T.Joseph & Sivar.
- Nymphoides lungtanensis S.P.Li, T.H.Hsieh & C.C.Lin
- Nymphoides macrosperma Vasudevan
- Nymphoides siamensis (Ostenf.) Kerr
- Nymphoides sivarajanii K.T.Joseph
- Nymphoides tonkinensis (Dop) P.H.Ho

Азия и Австралия:
- Nymphoides aurantiaca (Dalzell) Kuntze
- Nymphoides parvifolia (Wall.) Kuntze

Австралия:
- Nymphoides beaglensis Aston
- Nymphoides crenata (F.Muell.) Kuntze
- Nymphoides disperma Aston
- Nymphoides elliptica Aston
- Nymphoides exigua (F.Muell.) Kuntze
- Nymphoides exiliflora (F.Muell.) Kuntze
- Nymphoides furculifolia Specht
- Nymphoides geminata (R.Br.) Kuntze
- Nymphoides hydrocharioides (F.Muell.) Kuntze
- Nymphoides montana Aston
- Nymphoides planosperma Aston
- Nymphoides quadriloba Aston
- Nymphoides simulans Aston
- Nymphoides spinulosperma Aston
- Nymphoides spongiosa Aston
- Nymphoides stygia (J.M.Black) H.Eichler
- Nymphoides subacuta Aston
- Nymphoides triangularis Aston